# 중간꼬리붓털쥐
중간꼬리붓털쥐(Lophuromys medicaudatus)는 쥐과 붓털쥐속에 속하는 설치류이다. 콩고민주공화국과 르완다, 우간다에서 발견된 기록이 있다. 우림과 습지에서 서식한다. 서식지 감소로 위협을 받고 있는 희귀종이다.